# Ruota Dreadnaught

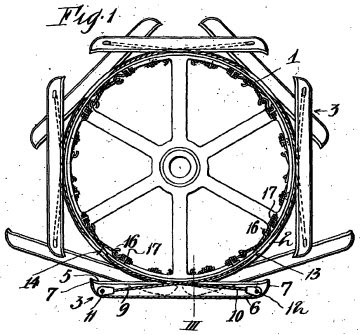
Un'illustrazione dal brevetto depositato da Bottrill nel 1912

Una ruota Dreadnaught (dall'inglese: "non temo niente") è una ruota recante una serie di traverse agganciate al cerchio a mo' di battistrada, atte a garantire alla ruota un punto d'appoggio fermo sul quale ruotare. Queste ruote, conosciute anche come "ruote a traverse senza fine" quando utilizzate su locomotive stradali, erano comunemente montate su trattori a vapore. Molto simili alle contemporanee ruote Pedrail, le ruote Dreadnaught ne differivano per il fatto che le traverse non erano direttamente attaccate alla ruota ma articolate l'una all'altra, nel caso della ruote Pedrail, poi, in diverse versioni ognuno degli appoggi era dotato di un proprio ammortizzatore, componente assente, invece, nelle ruote Dreadnaught. Un altro componente simile a queste ruote fu il cingolo Bonagente, che differisce però dalle ruote Dreadnaught per la disposizione delle traverse, che, nel caso dell'invenzione italiana, sono disposte su un'unica fila.

## Storia

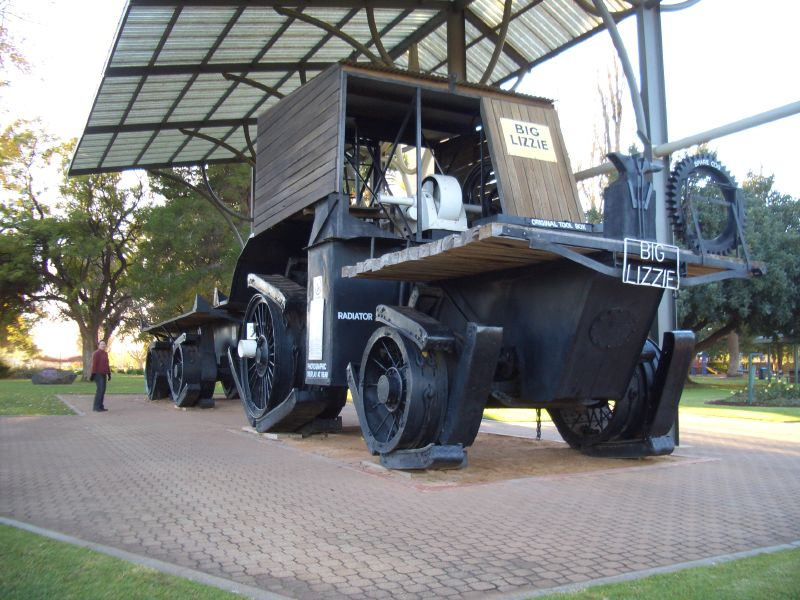
La "Big Lizzie" di Bottrill, dotata di ruote Dreadnaught

Prima dell'avvento dei moderni cingoli, i trattori e le macchine agricole più ingombranti risultavano non adatti a percorrere le fangose e accidentate strade di campagna dell'epoca. Per questo nacque la necessità trovare un sistema per evitare che il peso di simili veicoli li facesse sprofondare, impedendone la mobilità. Uno di questi sistema fu quello di utilizzare tavole di legno o di acciaio da agganciare al cerchio della ruota in un solo punto, cosicché il peso del veicolo potesse sempre gravare su una superficie più ampia, diminuendo la pressione sul terreno e evitando quindi sprofondamenti e slittamenti nel fango.

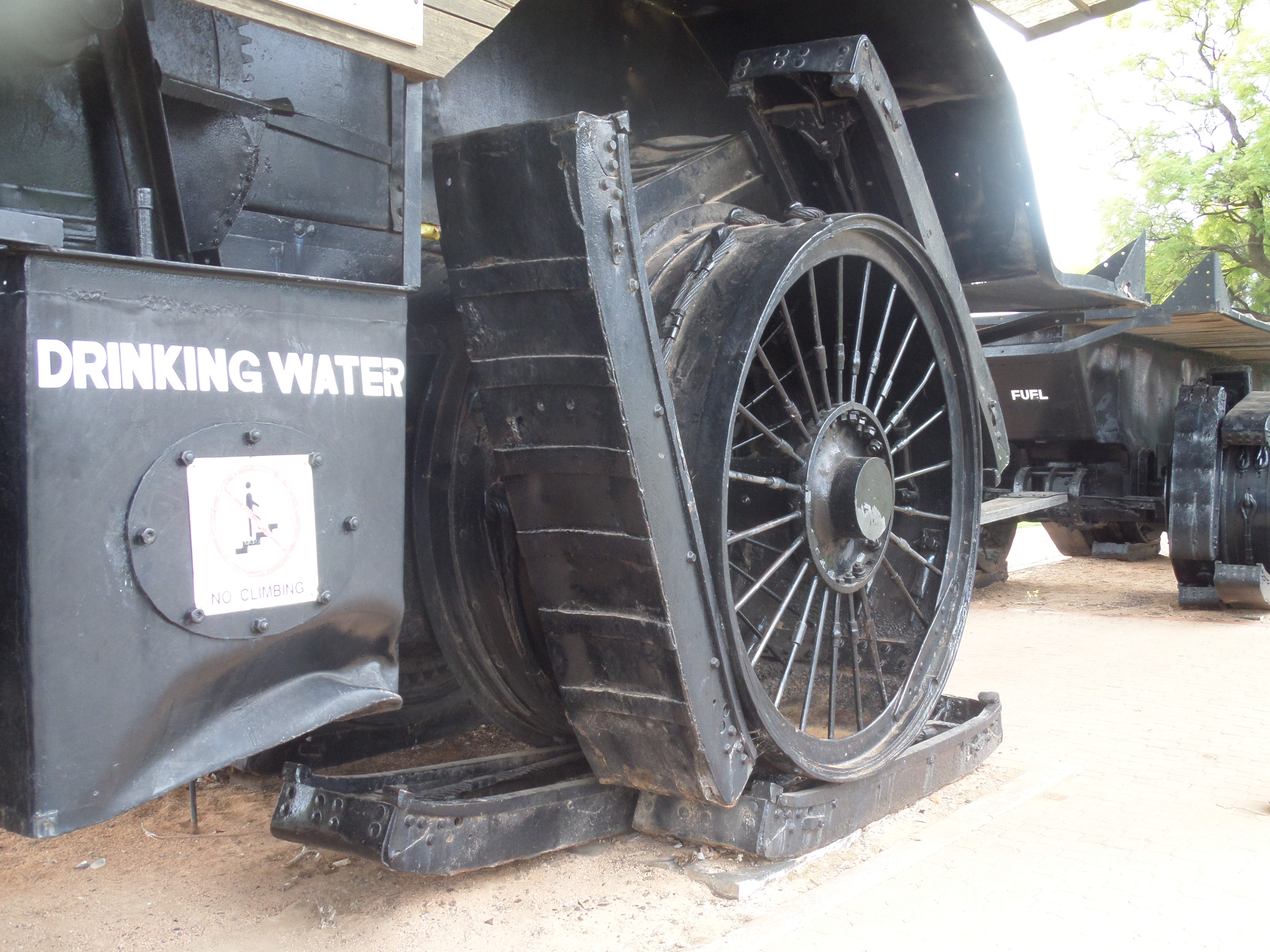
Un'immagine ravvicinata di una delle ruote posteriori di "Big Lizzie"

Le prime versioni di questo sistema furono brevettate da James Boydell nell'agosto 1846 e nel febbraio 1854. A partire dal 1856, Boydell lavorò assieme alla Charles Burrell & Sons, un'azienda inglese produttrice di trattori a vapore, per realizzare veicoli da trasporto stradali che utilizzassero il proprio progetto di ruota, e lo stesso Burrell più tardi brevettò alcune migliorie apportate al sistema di Boydell.
Durante la guerra di Crimea, tra l'ottobre 1853 e il febbraio 1856, diversi carri e pezzi d'artiglieria mobili trainati da cavalli dell'esercito britannico furono dotati del sistema brevettato da Boydell, sistema del tutto simile al successivo cingolo Bonagente. Le ruote erano realizzate alla Royal Arsenal di Woolwich, e una lettera di encomio delle stesse fu scritta persino da Sir William Codrington, il comandante generale delle truppe a Sebastopoli.
All'inizio del Novecento, un fabbro e ingegnere australiano, Frank Bottrill (1871–1953), dopo diversi tentativi fallimentari di utilizzare trattori agricoli nell'entroterra australiano e dopo essere venuto a conoscenza della ruota di Boydell, decise di migliorarne il progetto. Così, nel 1907 l'uomo brevettò una "ruota da strada migliorata per viaggiare, utile per i trattori" (in inglese: "improved road wheel for travelling, useful for traction engines"). Il progetto di Bottrill prevedeva l'utilizzo di due file di traverse, in cui ogni traversa era legata al cerchio, che fossero tra loro disallineate, in modo da rendere più confortevole il passaggio da una traversa all'altra.
Con il passare del tempo Bottrill, in associazione con la A. H. MacDonald & Co. di Richmond, Melbourne, iniziò a produrre trattori a vapore e a idrocarburi dotati del proprio tipo di ruote, il più famoso dei quali era chiamato "Big Lizzie". Realizzato nel 1915 e con ruote del diametro di 2,2 m, il veicolo dotato di un rimorchio, anch'esso equipaggiato con ruote Dreadnaught, arrivava a una lunghezza di 10,4 metri e a un peso totale di circa 46 tonnellate, potendo trasportare un totale di oltre 80 tonnellate e riuscendo comunque ad avanzare nei terreni agricoli australiani.
Talvolta alcune fonti si riferiscono alle ruote Dreadnaught di Bottrill con il nome di "pedrail", e la questione appare più confusa anche dal fatto che lo stesso Bottrill a volte si riferisse al proprio progetto chiamandolo "ped-rail shoes". Benché le due invenzioni siano simili nello scopo, ovvero quello di migliorare la mobilità dei veicoli in terreni difficili aumentando la superficie su cui far poggiare il peso del veicolo, esistono comunque diverse differenze tra i due progetti, la più significativa delle quali sta nel modo in cui le traverse, in verità più simili a piattelli tondi nel caso della ruota Pedrail, sono connesse alla ruota. Nel caso della ruota Dreadnaught, le traverse sono connesse l'una all'altra e girano tutto attorno al cerchio della ruota, mentre nella configurazione Pedrail, introdotta nel 1903, ogni piattello è indipendente dall'altro e rappresenta praticamente la parte finale di un raggio della ruota, spesso dotato di ammortizzatore.